# Thalassoma
Thalassoma là một chi cá biển thuộc họ Cá bàng chài. Những loài trong chi này đa số có phạm vi phân bố rộng khắp Ấn Độ Dương - Thái Bình Dương, một số loài lại được tìm thấy ở Đại Tây Dương.

## Từ nguyên
Từ định danh Thalassoma bắt nguồn từ tiếng Hy Lạp cổ đại, được ghép từ thálassa ("màu xanh nước biển") và sôma ("cơ thể"), hàm ý có lẽ đề cập đến tông màu chính của Thalassoma purpureum, loài điển hình của chi này. Cá cái của T. purpureum có màu xanh lục, trong khi cá đực sẫm màu xanh lam hơn.

## Mô tả
T. noronhanum, với chiều dài cơ thể tối đa được ghi nhận là gần 13,5 cm, là loài nhỏ nhất trong chi này; trái lại, loài điển hình T. purpureum có kích thước lớn nhất, với chiều dài cơ thể tối đa là 46 cm.
Thalassoma bao gồm các loài lưỡng tính tiền nữ (protogynous hermaphrodite), nghĩa là tất cả cá con đều phải trải qua giai đoạn trung gian là cá cái trước khi biến đổi hoàn toàn thành cá đực.
Màu sắc và hoa văn trên cơ thể đa dạng nên rất dễ để phân biệt những loài trong chi này với nhau. Bên cạnh đó, cá con, cá cái và cá đực ở các loài Thalassoma cũng đều có hình thái khác nhau.
Số gai ở vây lưng: 8; Số tia vây ở vây lưng: 13; Số gai ở vây hậu môn: 3; Số tia vây ở vây hậu môn: 11; Số tia vây ở vây ngực: 15–17.

## Các loài
Có tất cả 28 loài được công nhận trong chi này, bao gồm:
- Thalassoma amblycephalum (Bleeker, 1856)
- Thalassoma ascensionis (Quoy & Gaimard, 1834)
- Thalassoma ballieui (Vaillant & Sauvage, 1875)
- Thalassoma bifasciatum (Bloch, 1791)
- Thalassoma cupido (Temminck & Schlegel, 1845)
- Thalassoma duperrey (Quoy & Gaimard, 1824)
- Thalassoma genivittatum (Valenciennes, 1839)
- Thalassoma grammaticum Gilbert, 1890
- Thalassoma hardwicke (Bennett, 1830)
- Thalassoma hebraicum (Lacépède, 1801)
- Thalassoma heiseri Randall & Edwards, 1984[5]
- Thalassoma jansenii (Bleeker, 1856)
- Thalassoma loxum Randall & Mee, 1994[6]
- Thalassoma lucasanum (Gill, 1862)
- Thalassoma lunare (Linnaeus, 1758)
- Thalassoma lutescens (Lay & Bennett, 1839)
- Thalassoma newtoni (Osório, 1891)
- Thalassoma nigrofasciatum Randall, 2003[7]
- Thalassoma noronhanum (Boulenger, 1890)
- Thalassoma pavo (Linnaeus, 1758)
- Thalassoma purpureum (Forsskål, 1775)
- Thalassoma quinquevittatum (Lay & Bennett, 1839)
- Thalassoma robertsoni Allen, 1995[8]
- Thalassoma rueppellii (Klunzinger, 1871)
- Thalassoma sanctaehelenae (Valenciennes, 1839)
- Thalassoma septemfasciatum Scott, 1959
- Thalassoma trilobatum (Lacépède, 1801)
- Thalassoma virens Gilbert, 1890

## Sinh thái và hành vi
Cá con của nhiều loài Thalassoma có thể đóng vai trò là một loài cá dọn vệ sinh: chúng ăn các ký sinh, dịch nhầy và mô chết bám trên cơ thể những loài cá lớn hơn. Cá con của T. amblycephalum còn được quan sát là sống trong các xúc tu của hai loài hải quỳ Entacmaea quadricolor và Heteractis magnifica cùng với hai loài cá hề Amphiprion frenatus và Amphiprion ocellaris.
Thức ăn chủ yếu của Thalassoma là các loài thủy sinh không xương sống, nhưng nhiều loài Thalassoma còn ăn cả cá con và trứng của những loài cá khác. T. noronhanum còn có hành vi bơi theo sau những loài động vật khác như đồi mồi dứa cùng nhiều loài cá rạn san hô khác để nhặt thức ăn rơi ra trong khi những loài này đang đào xới đất. Ở T. hardwicke, nếu thức ăn quá lớn để có thể nhai và nuốt, chúng sẽ nghiền mảnh thức ăn đang ngậm trong miệng bằng cách đập phần hàm vào một bề mặt đá đến khi mảnh thức ăn đó vỡ vụn ra.

## Lai tạp

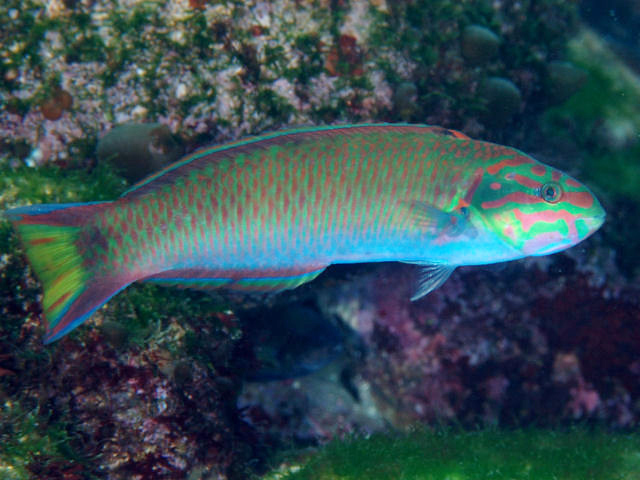
T. lunare × T. cupido

Một vài loài Thalassoma có phạm vi phân bố chồng lấn lên nhau dẫn đến việc tạo ra những cá thể lai giữa chúng. Những cá thể lai đã được ghi nhận giữa các loài sau đây:
- T. lunare × T. ruepellii: tại vịnh Aqaba (Biển Đỏ)[12].
- T. lunare × T. cupido: ngoài khơi vùng biển Nhật Bản.
- T. jansenii × T. quinquevittatum: tại biển Banda (Indonesia)[13].
- T. nigrofasciatum × T. quinquevittatum: rạn san hô Holmes (biển San Hô)[13].
- T. duperrey × T. lutescens và T. duperrey × T. quinquevittatum: ngoài khơi Hawaii và đảo Johnston[14].

Ngoài ra, Thalassoma cũng đã lai tạp với một loài bàng chài khác chi, là Gomphosus varius:
- G. varius × T. lunare: ngoài khơi đảo Cassini (Tây Úc) và tại rạn san hô Great Barrier.
- G. varius × T. duperrey: ngoài khơi bờ tây đảo Hawaii.

## Hình ảnh

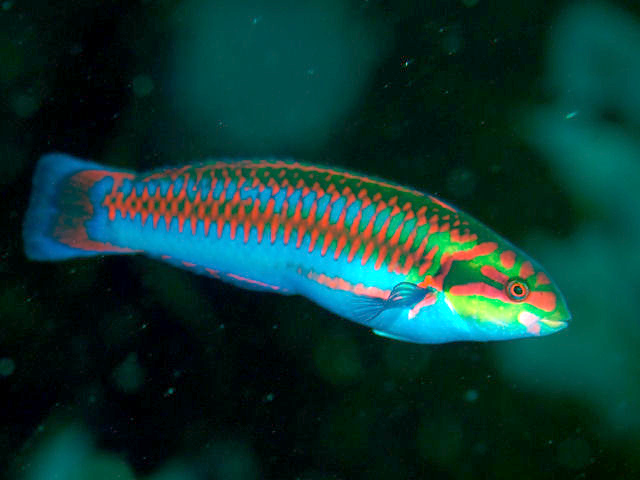
T. cupido
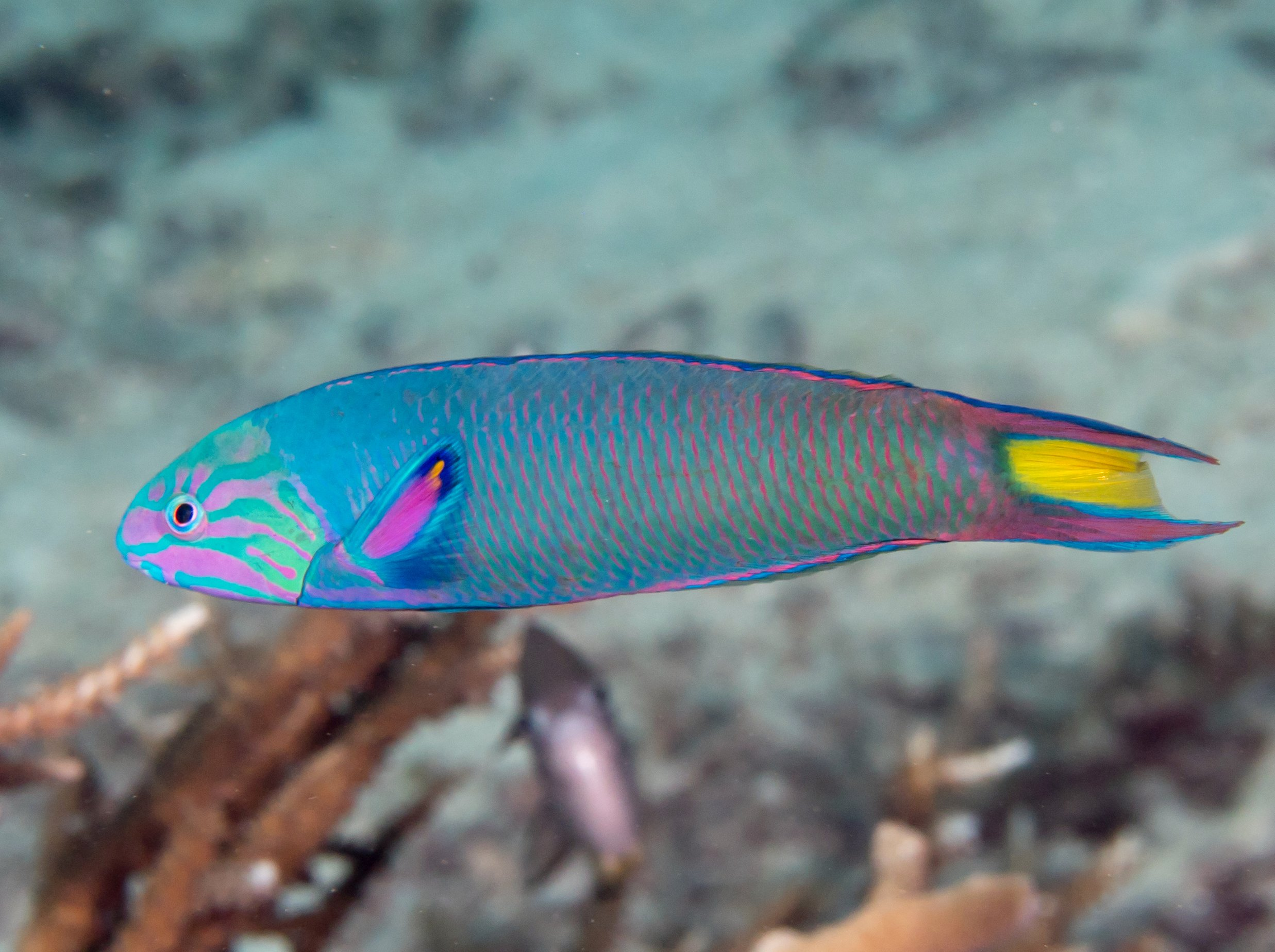
T. lunare
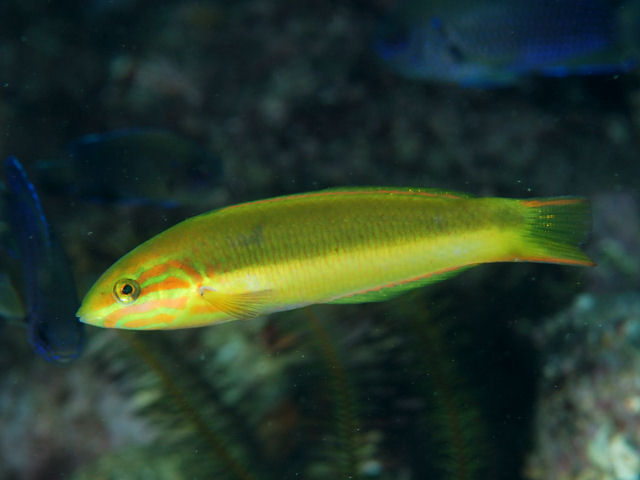
T. lutescens (cá cái)
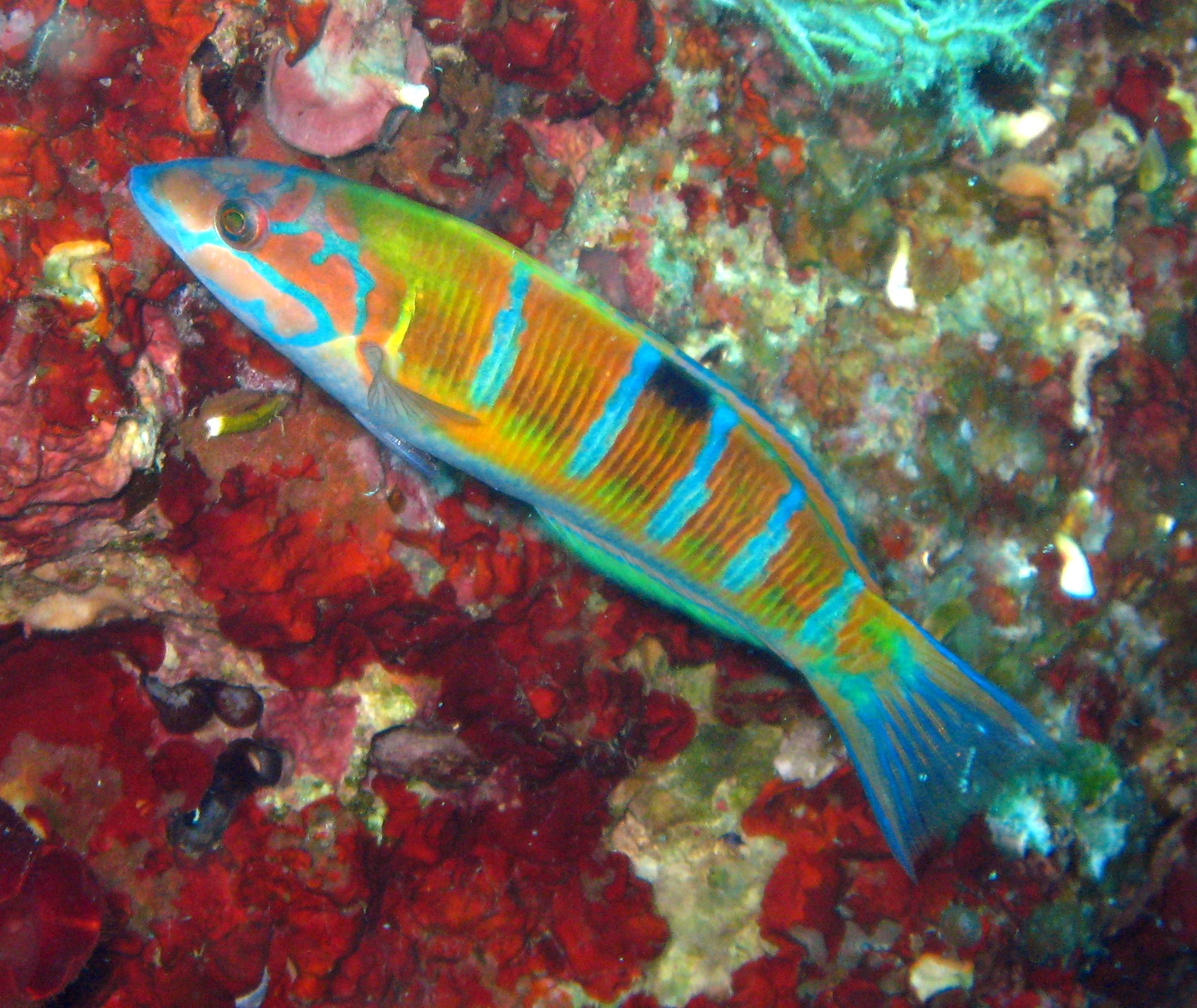
T. pavo (cá cái)
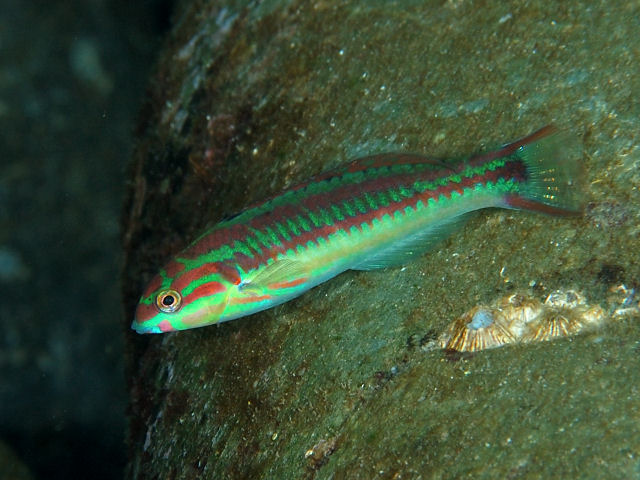
T. quinquevittatum